# اکاجیهالی
اکاجیهالی (به انگلیسی: Akkajihalli) یک منطقهٔ مسکونی در هند است که در کارناتاکا واقع شده‌است.